# Hamadã ibne Hamadune
Hamadã ibne Hamadune ibne Alharite Ataglibi (Ham(a)dan ibn Ham(a)dun ibn al-Harith al-Taglibi; fl. 868–895) foi um chefe árabe taglibita na Mesopotâmia Superior, e o patriarca da dinastia hamadânida. Junto com outros chefes árabes da região, ele resistiu às tentativas de reimposição do controle abássida sobre a Mesopotâmia Superior nos anos 880, e juntou-se à Rebelião Carijita. Ele foi finalmente derrotado e capturado pelo califa Almutadide (r. 892–902) em 895, mas foi mais tarde libertado como uma recompensa pelos distintos serviços de seu filho Huceine ao califa.

## Biografia

Árvore genealógica dos hamadânidas

Sua família pertenceu a tribo dos taglibitas, estabelecido na Mesopotâmia Superior desde antes das conquistas muçulmanas. A tribo foi particularmente forte na região de Moçul, e veio a dominar a área durante a década da Anarquia em Samarra (861–870), quando os líderes taglibitas tomaram vantagem do colapso da autoridade do governo abássida central para assegurar sua autonomia. Hamadã propriamente aparece pela primeira vez em 868, lutando ao lado dos outros taglibitas contra a Rebelião Carijita na Mesopotâmia Superior.
Em 879, contudo, o governo abássida, em um esforço para restaurar seu controle, substituiu a sucessão dos chefes taglibitas como governadores de Moçul por um comandante turco, Ixaque ibne Cundajique. Isso acarretou a deserção dos chefes taglibitas, inclusive Hamadã, para os rebeldes carijitas. Hamadã tornou-se um líder proeminente na rebelião; assim, ele é mencionado - com a alcunha carijita de "Alxari" - entre os líderes tribais carijitas e árabes na grande vitória por Ixaque em abril/maio de 881, quando o exército rebelde foi derrotado e perseguido para Nísibis e Amida.

Mapa da Mesopotâmia Superior

Em 892, um novo califa, Almutadide (r. 892–902), tomou o trono, determinado a restaurar o controle abássida na Mesopotâmia Superior. Em uma série de campanhas, ele conseguiu a submissão de muitos potentados locais, mas Hamadã ofereceu oposição tenaz. Mantendo as fortalezas de Maridim e Ardamuxte (próximo a moderna Cizre), e aliado com as tribos curdas das montanhas do norte da planície mesopotâmia, ele resistiu até 895. Naquele ano, o califa tomou primeiro Maridim e então Ardamuxte, que estava protegida pelo filho de Hamadã, Huceine. Hamadã fugiu diante do exército califal, mas após uma "perseguição épica" (H. Kennedy), finalmente desistiu e rendeu-se em Moçul e foi jogado na prisão.
Como H. Kennedy comenta, "esta rendição pode ter parecido o fim da fortuna da família como foi para outros líderes locais na área", mas o filho de Hamadã, Huceine conseguiu preservar a fortuna da família. Huceine entrou em serviço do califa e foi instrumental para o fim da Rebelião Carijita ao capturar seu líder, Harune Alxari. Ele foi recompensado por Almutadide com o perdão califal para seu pai e o direito de organizar e comandar seu próprio corpo de cavaleiros taglibitas, que ele liderou em várias expedições pelos anos seguintes, tornando-se um dos mais proeminentes comandantes do califado. Sua influência permitiu-o tornar-se, na descrição de Kennedy, o "intermediário entre o governo e os árabes e curdos da Jazira [Mesopotâmia Superior]", assim cimentando o domínio da família na área e levando a fundação do poder da dinastia hamadânida sob seus dois sobrinhos, Nácer Adaulá (r. 935–967) e Ceife Adaulá (r. 945–967).